# Анна Екатерина Констанция Ваза
Анна Екатерина Констанция Ваза (пол. Anna Katarzyna Konstancja Waza; 7 августа 1619[…], Варшава — 8 октября 1651[…], Кёльн, Куррейнский округ) — польская принцесса, дочь короля Сигизмунда III и Констанции Австрийской.

## Жизнь
После смерти её матери в 1631 году и отца в 1632 году, парламент, чтобы обеспечить принцессе должное воспитание, даровал ей Бродницкие, Голубские и Тухольские уезды, которые ранее принадлежали её матери; она завладела ими только по достижении совершеннолетия в 1638 году.
С 1637 года предполагался брак между Анной Екатериной Констанцией и Фердинандом Карлом Австрийским, наследником Тироля и племянником Фердинанда II, императора Священной Римской империи. Несмотря на договоренности в 1639 и 1642 годах, брак так и не состоялся из-за возраста Карла Фердинанда и разногласий по поводу приданого.
Также кандидатами на руку принцессы были курфюрст Бранденбурга Фредерик Вильгельм и Гастон Орлеанский (брат короля Франции Людовика XIII), но в конце концов Анна Екатерина Констанция вышла замуж за курфюрста Пфальца Филиппа Вильгельма. Свадьба состоялась в Варшаве 8 июня 1642 года. У неё было большое приданое в виде драгоценных камней и денег, в общей сложности стоимостью 2 миллиона талеров. 18 июля 1645 года она родила своего единственного ребёнка, сына, который умер в тот же день.
Она умерла бездетной в Кёльне и была похоронена в иезуитской церкви в Дюссельдорфе.